# Cross Hall

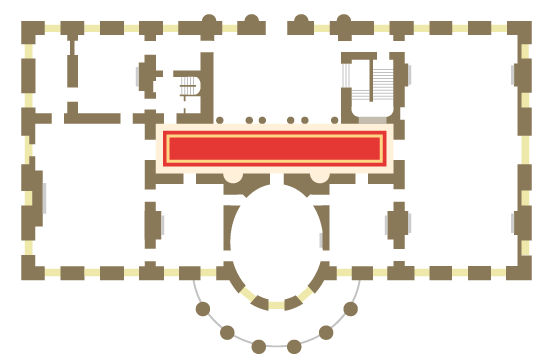
Planimetria del primo piano della Casa Bianca che mostra l'ubicazione del Cross Hall

Il Cross Hall è un ampio corridoio situato al primo piano della Casa Bianca (il cosiddetto State Floor) e misura poco meno di 5,5 x 24 m. Collega, in direzione ovest-est, la State Dining Room con la East Room, oltre a consentire l'accesso al vestibolo dell'ascensore, all'Hentrance Hall, alla Blue Room, alla Green Room, alla Red Room e alla State Dining Room. La Grand Staircase è visibile da un'apertura direttamente di fronte alla Green Room. La sala viene utilizzata principalmente come locale di collegamento ma anche per ricevere gli ospiti dopo la cerimonia di arrivo sul South Lawn.

## Architettura e arredi
L'attuale aspetto architettonico risale alla ricostruzione Truman, che ha rimaneggiato gran parte dei locali ristrutturati nel 1902 ad opera dello studio d'architettura McKim, Mead e White. Durante i lavori del 1952 vennero sostituiti i pavimenti, le colonne e i pilastri in pietra Joliet color oro con dei corrispondenti in marmo grigio così come le pareti in gesso, divise da un dado e dipinte di crema e oro, furono anch'esse sostituite. McKim impiegò colonne doriche romane basate direttamente sull'opera dell'architetto italiano del XVI secolo Giacomo Barozzi da Vignola per lo schermo che separava il Cross Hall e l'Entrance Hall. Le nicchie di James Hoban nella parete sud sono state mantenute, anche se il loro rivestimento esterno è stato reso meno evidente, e le stufe in ghisa al loro interno vennero sostituite con

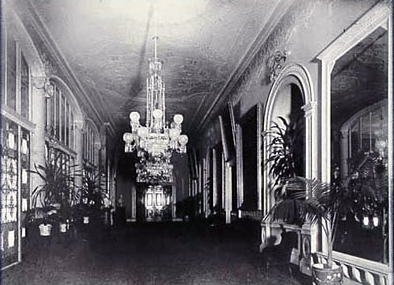
Il Cross Hall nel 1898. Si notano le colonne ioniche originali di James Hoban e le vetrate di Louis Comfort Tiffany che separavano il Cross Hall dall'ingresso

busti dei presidenti George Washington e Abraham Lincoln, tuttora presenti. Durante il successivo restauro, avvenuto durante l'amministrazione Kennedy, il decoratore di interni Stéphane Boudin sistemò gli arredi al fine di creare una somiglianza con il Cross Hall del Castello di Malmaison.
Il tappeto che ricopre il pavimento, originariamente di colore rosso negli anni '60, è stato cambiato durante l'amministrazione Clinton, con uno avente una tonalità rossa più satura, un'ombra leggermente più calda e arricchito con un bordo dorato di foglie d'alloro e stelle a cinque punte (questo per rendere un effetto migliore durante le trasmissioni televisive).
Contro le pareti è sistemata una serie di sedie imbottite in faggio dorato e divani (attribuiti al presidente James Monroe), due tavoli Empire ed un tavolo restaurato da Jacqueline Kennedy si trova nell'adiacente ingresso.
L'attuale aspetto della Cross Hall è il risultato di un'ultima ristrutturazione completata nel 1997 dal Committee for the Preservation of the White House, il White House Office of the Curator e finanziato dal White House Endowment Trust.

## Storia

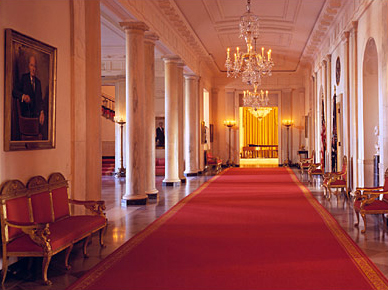
La Cross Hall, guardando verso est

Durante l'amministrazione Buchanan si iniziò la tradizione di conservare i dipinti dei presidenti per la collezione della Casa Bianca ma fu durante la presidenza Grant che tali ritratti iniziarono ad essere appesi
alle pareti del Cross Hall, da Washington a Lincoln.
All'epoca, i visitatori potevano andare alla Casa Bianca nei giorni feriali, entrando attraverso le porte nord e camminare lungo la Cross Hall, ammirando i dipinti, fino alla East Room. Con un permesso di un membro del Congresso, inoltre potevano accedere ad altre stanze del primo piano dell'edificio (il cosiddetto "State Floor"), come la Red Room, dove era appeso un grande ritratto della famiglia Grant.

## Galleria d'immagini

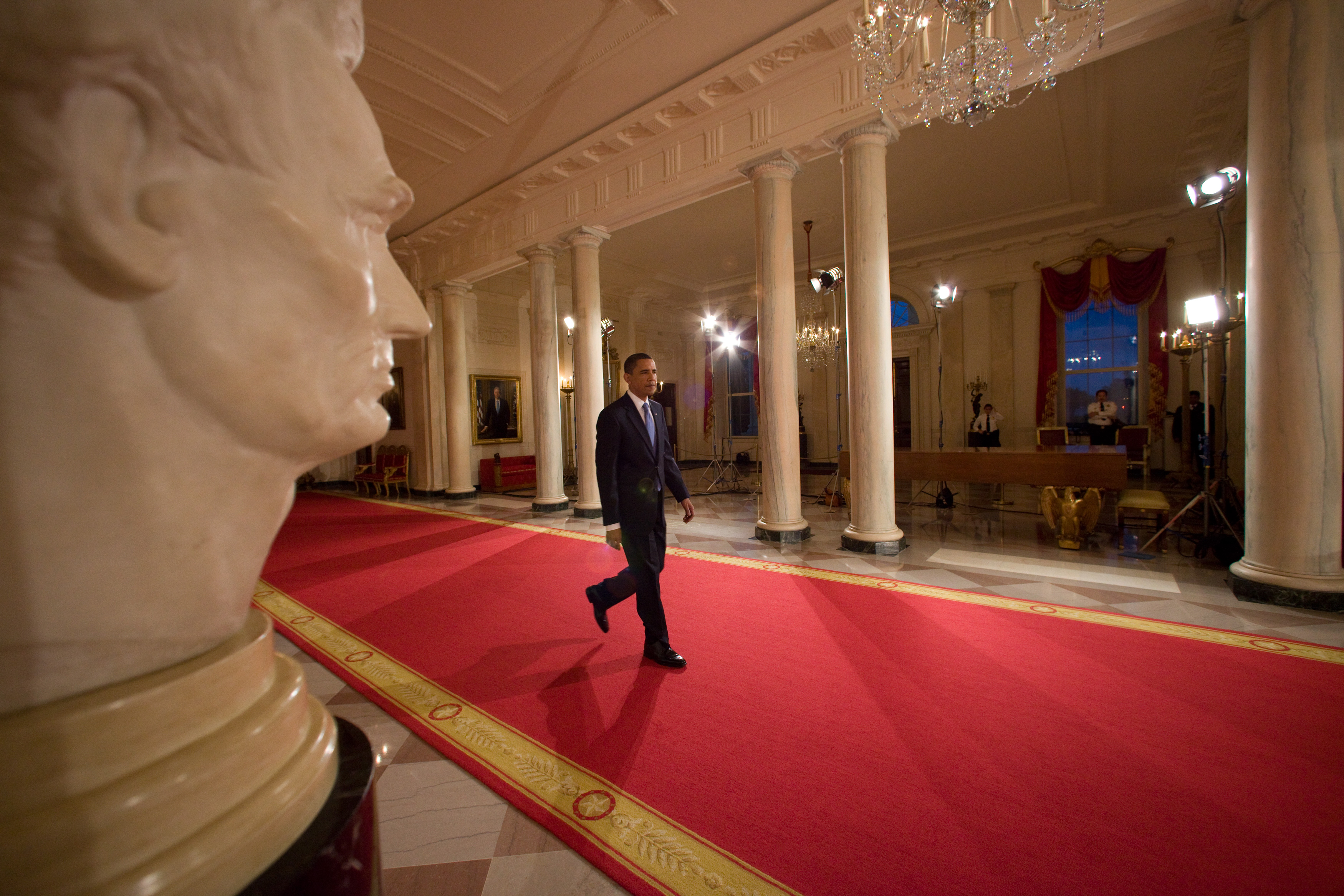
Il presidente Barack Obama attraversa il Cross Hall fino alla East Room per una conferenza stampa televisiva, 2009.
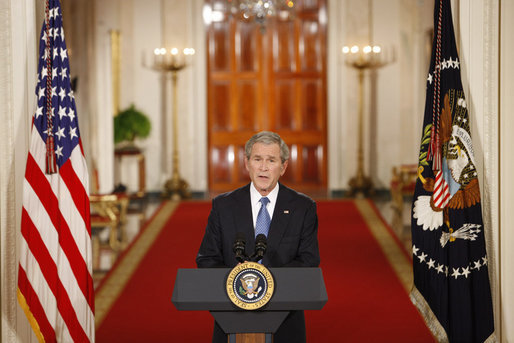
Il presidente George W. Bush tiene il suo discorso di addio con il Cross Hall dietro di lui, gennaio 2009
Il presidente Ronald Reagan e la First Lady Nancy Reagan posano con l'attore Rock Hudson nel Cross Hall, prima di una cena di stato, 1984
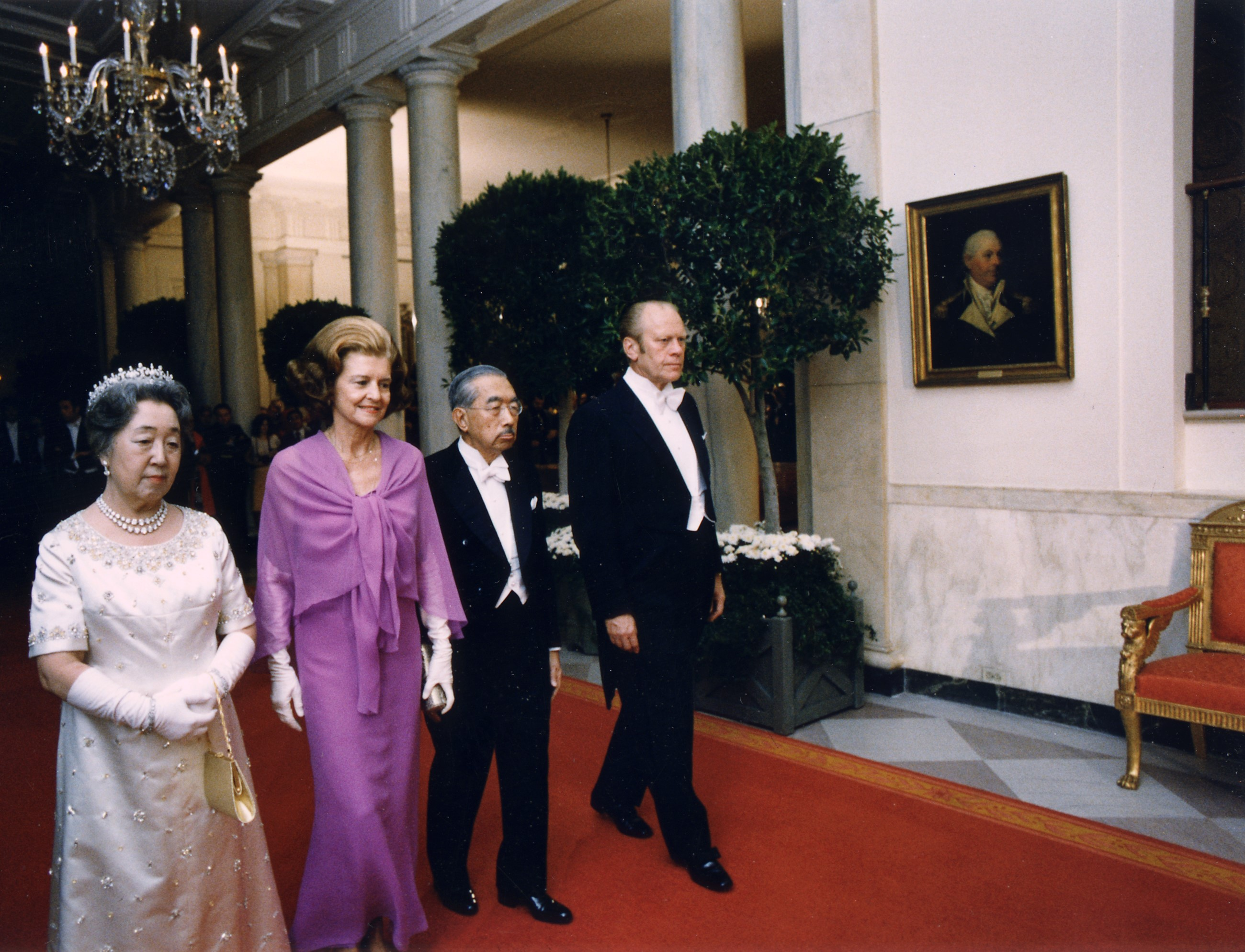
Il presidente Gerald Ford e la first lady Betty Ford accompagnano l'imperatore giapponese Hirohito e l'imperatrice Nagako verso la East Room ad una cena di stato, 1975
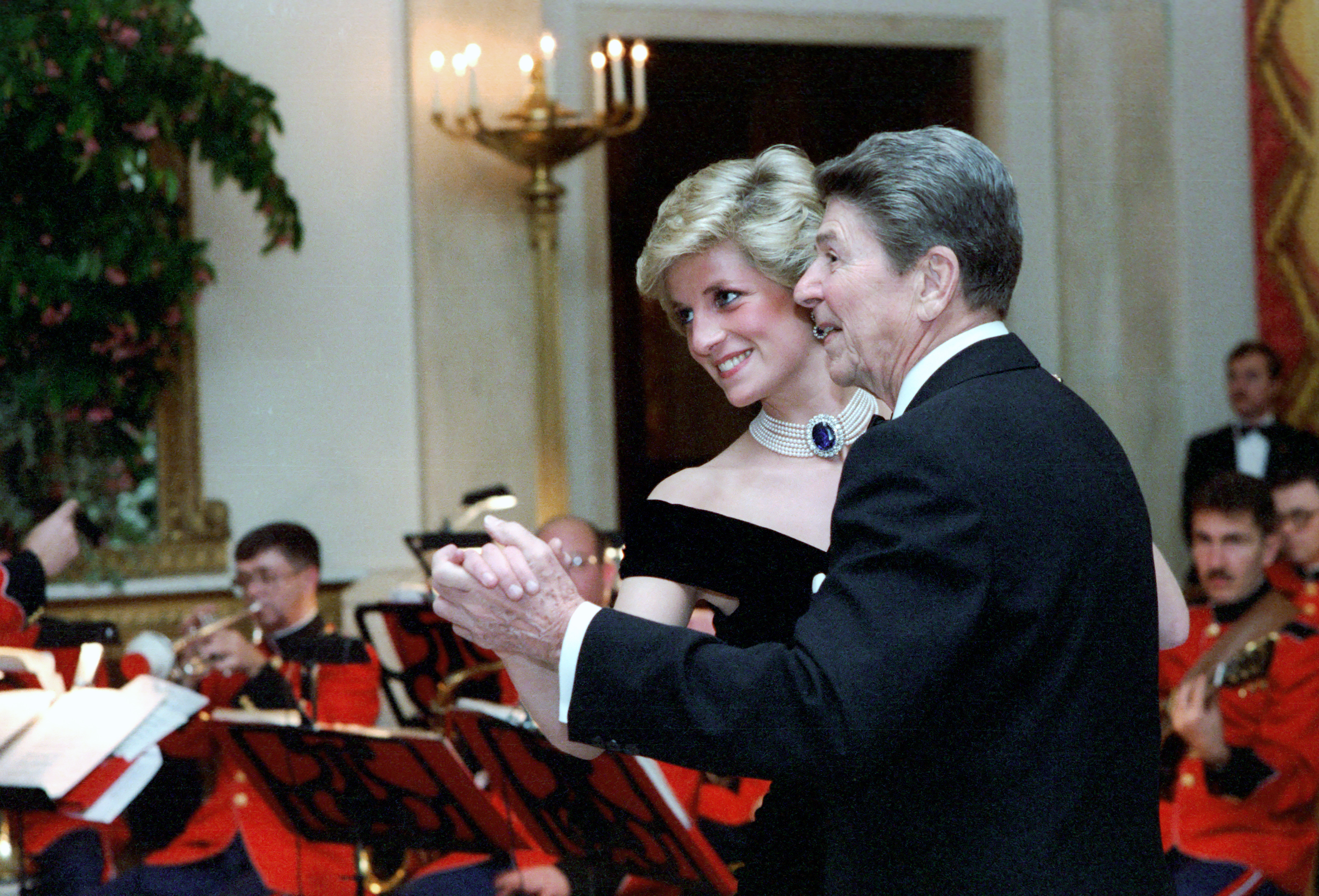
Il presidente Ronald Reagan balla con la principessa Diana nella Cross Hall, 1985